# Jauhienij Karalok
Jauhienij Siarhiejewicz Karalok (blr. Яўгеній Сяргеевіч Каралёк; ur. 9 czerwca 1996) – białoruski kolarz torowy i szosowy, dwukrotny medalista torowych mistrzostw świata.

## Kariera
Pierwszy sukces w karierze osiągnął w 2015 roku, kiedy zdobył brązowy medal w drużynowym wyścigu na dochodzenie podczas torowych mistrzostw Europy młodzieżwoców. Na rozgrywanych dwa lata później młodzieżowych mistrzostwach świata Sangalhos zwyciężył w scratchu. W tej samej konkurencji wywalczył też złoty medal na mistrzostwach świata w Apeldoorn. 